# Данкан (Јужна Каролина)
Данкан (енгл. Duncan) град је у америчкој савезној држави Јужна Каролина.

## Демографија
По попису из 2010. године број становника је 3.181, што је 311 (10,8%) становника више него 2000. године.
| Група             | 2000.         | 2010.         |
| Белци             | 1.837 (64,0%) | 1.812 (57,0%) |
| Афроамериканци    | 885 (30,8%)   | 969 (30,5%)   |
| Азијати           | 19 (0,7%)     | 31 (1,0%)     |
| Хиспаноамериканци | 98 (3,4%)     | 293 (9,2%)    |
| Укупно            | 2.870         | 3.181         |